# Gurvan
 (décembre 2024).
Si vous disposez d'ouvrages ou d'articles de référence ou si vous connaissez des sites web de qualité traitant du thème abordé ici, merci de compléter l'article en donnant les références utiles à sa vérifiabilité et en les liant à la section « Notes et références ».
Gurvan est une série de romans de science-fiction, appartenant au sous-genre du space opera. Elle a été écrite par Paul-Jean Hérault et publiée en 1987 et 1988 aux éditions Fleuve Noir, collection Anticipation. Une version révisée est parue en 2012 aux éditions Critic. Une adaptation très libre en BD est sortie en 2023 chez Les Humanoïdes associés.

## Univers

### Intrigue générale
Le gouvernement terrien, perdant du terrain dans un conflit qui l'oppose à de lointains descendants autrefois partis à la conquête de l'espace, a mis en place un plan ambitieux afin de les surpasser en nombre. Pour cela, de nombreux centres, les mater-édu, ont été construits sur différentes planètes. En leur sein sont génétiquement créés puis élevés des générations de soldats sacrifiables.
Gurvan est l'un d'eux. Pilote d'intercepteur, il est plongé au cœur des combats de cette guerre dont la ligne de front se situe dans l'espace et sur d'autres planètes. Les pertes sont nombreuses et l'espérance de vie des équipages ne cesse de se réduire. La fin de cette guerre absurde dont les origines ont été oubliées peut-elle être envisagée ?

### Personnages
Gurvan est le héros de la série. Pilote pointilleux et perfectionniste, il n'a pas une très haute estime de ses capacités et cherche constamment à les améliorer, découvrant parfois ainsi de nouvelles façons de manœuvrer son intercepteur.
Sybal est un "frère-édu" de Gurvan, c'est-à-dire qu'ils ont été élevés dans le même mater-édu. Lui aussi pilote, ils ont été affectés sur le même transporteur spatial.
Dji est la petite amie du héros.
Sank est un pilote d’intercepteur, tout comme Gurvan. 

## Œuvres

### Série originale
Alors regroupée sous le titre Durée des équipages : 61 missions…, elle se compose de trois romans :
1. Sergent-pilote Gurvan, Fleuve Noir Anticipation no 1562, 1987
2. Gurvan: les premières victoires, Fleuve Noir Anticipation no 1584, 1987
3. Officier-pilote Gurvan, Fleuve Noir Anticipation no 1612, 1988

### Réédition
Chacun des trois romans a d'abord été réédité par Fleuve Noir en 1994, avant de connaître une nouvelle parution en 2012, dans une version révisée, aux éditions Critic. Cette dernière consiste en une intégrale en un seul volume, parue sous le titre Gurvan l'intégrale.

### Bande dessinée
Une adaptation en BD est sortie en 2023 aux éditions Les Humanoïdes associés, mais prend de grandes libertés par rapport au scénario d'origine. La fin pourrait suggérer qu'il s'agit d'une préquelle, bien que cela créerait des incohérences dans les romans.